# Orthotrichum vexabile
Orthotrichum vexabile là một loài Rêu trong họ Orthotrichaceae. Loài này được (Limpr.) K. Krieg. mô tả khoa học đầu tiên năm 1908.